# Neobisium montisageli
Espèce
Neobisium montisageli est une espèce de pseudoscorpions de la famille des Neobisiidae.

## Distribution
Cette espèce est endémique de Provence-Alpes-Côte d'Azur en France. Elle se rencontre sur le mont Agel dans les Alpes-Maritimes.

## Description
Le mâle holotype mesure 2,65 mm.

## Étymologie
Son nom d'espèce lui a été donné en référence au lieu de sa découverte, le mont Agel.

## Publication originale
- Ćurčić, Lemaire, Ćurčić, Dimitrijević, Milinčić & Pecelj, 2010 : Two new epigean pseudoscorpions (Neobisiidae, Pseudoscorpiones) from the Maritime Alps, France. Archives of Biological Sciences, vol. 62, no 3, p. 829-834.